# Sergentomyia metzi
Sergentomyia metzi är en tvåvingeart som beskrevs av Davidson 1979. Sergentomyia metzi ingår i släktet Sergentomyia och familjen fjärilsmyggor. Inga underarter finns listade i Catalogue of Life.